# Джугели, Медея Николаевна
Меде́я Никола́евна Джугели (1 августа 1925, Кутаиси — 8 января 2016, Тбилиси) — советская гимнастка, чемпионка Олимпийских игр 1952 года. Заслуженный мастер спорта СССР (1952).

## Спортивная карьера
В 1959 г. окончила институт физической культуры. Входила в состав сборной СССР, которая выиграла олимпийское первенство на летних Играх в Хельсинки (1952) в командных соревнованиях, серебряный призёр в групповых упражнениях. Восьмикратная чемпионка СССР по спортивной гимнастике, побеждала в соревнованиях в опорном прыжке в 1946—1947 годов и 1951—1955 гг.
Четырёхкратная чемпионка Всемирных студенческих игр.
Член КПСС с 1962 года. Работала тренером сборной Грузии по спортивной гимнастике (1962—1965) и тренером сборной СССР (1965—1970), была арбитром международной категории. Являлась вице-президентом Федерации спортивной гимнастики Грузии (1991—2005).

## Награды и звания
- Орден «Знак Почёта» (27.04.1957) — за успехи, достигнутые в деле развития массового физкультурного движения в стране, повышения мастерства советских спортсменов, и успешное выступление на международных соревнованиях
- Заслуженный тренер Грузинской ССР (1971)
- Заслуженный деятель физической культуры и спорта Грузинской ССР (1973)
- Почетный гражданин Тбилиси
- В 2012 г. решением Министерства спорта Грузии ей было присвоено звание «Рыцарь спорта Грузии» — высшее спортивное звание страны.